# Estado de malestar
Estado de Malestar es una película de ensayo visual dirigida por la artista y cineasta María Ruido, estrenada en 2018. El filme investiga el sufrimiento psíquico en el contexto del capitalismo tardío, y se enmarca dentro del pensamiento crítico contemporáneo, inspirándose en las teorías de Mark Fisher, Franco "Bifo" Berardi y Santiago López Petit.

## Sinopsis
La película explora la relación entre el sistema económico capitalista y la salud mental de los individuos. A partir de textos filosóficos y testimonios personales, Estado de Malestar se presenta como una reflexión audiovisual sobre las causas sociales del malestar psíquico, planteando una crítica al tratamiento individualizado de un sufrimiento que tiene raíces estructurales.
A través de entrevistas con filósofos, psiquiatras y personas diagnosticadas o afectadas por trastornos mentales —incluyendo conversaciones con el colectivo activista InsPiradas de Madrid— la obra visibiliza cómo el capitalismo produce malestar y posteriormente lo mercantiliza mediante la industria farmacéutica. La propuesta fílmica de Ruido busca señalar posibles espacios de resistencia y transformación frente al modelo de vida dominante.
Estado de Malestar aborda cuestiones como:
- El impacto del capitalismo en la salud mental.
- La patologización de la disidencia.
- La medicalización del sufrimiento social.
- Las formas colectivas de resistencia y cuidado.

## Contexto
El título y la estructura de la película hacen referencia al concepto de "realismo capitalista", acuñado por Mark Fisher, que describe la percepción extendida de que no hay alternativa viable al capitalismo. La obra dialoga con las luchas por la salud mental colectiva desde una perspectiva política, artística y feminista.

## Recepción
La película ha sido proyectada en festivales de cine, espacios de arte contemporáneo y encuentros sobre salud mental y cultura crítica. Ha sido valorada positivamente por su enfoque interdisciplinar y por abrir un espacio de reflexión sobre los vínculos entre economía, subjetividad y resistencia.

## Páginas relacionadas y enlaces externos
- Orgullo Loco
- Colectivo Socialista de Pacientes
- Malba – Museo de Arte Latinoamericano de Buenos Aires. (2021, 15 de abril). Estado de malestar [Video]. YouTube. https://youtu.be/I92axP2uifY